# Condado de Gadsden
El condado de Gadsden es un condado ubicado en el estado de Florida. En 2000, su población era de 45 087 habitantes. Su sede está en Quincy.

## Historia
El Condado de Gadsden fue creado en 1823. Su nombre es el de James Gadsden of Carolina del Sur, quien fue el edecán de Andrew Jackson en Florida en 1818.

## Demografía
Según el censo de 2000, el condado cuenta con 45 087 habitantes, 15 867 hogares y 11 424 familias residentes. La densidad de población es de 34 hab/km² (87 hab/mi²). Hay 17 703 unidades habitacionales con una densidad promedio de 13 u.a./km² (34 u.a./mi²). La composición racial de la población del condado de Gadsden es única en Florida, por tener una población mayoritariamente afrodescendiente o negra: 38,70% Blanca, 57,14% Afroamericana o Negra, 0,23% Nativa americana, 0,26% Asiática, 0,02% de las islas del Pacífico, 2,76% de otros orígenes y 0,89% de dos o más razas. El 6,17% de la población es de origen Hispano o Latino cualquiera sea su raza de origen.
De los 15 867 hogares, en el 32,60% de ellos viven menores de edad, 44,50% están formados por parejas casadas que viven juntas, 22,50% son llevados por una mujer sin esposo presente y 28,00% no son familias. El 23,90% de todos los hogares están formados por una sola persona y 9,50% de ellos incluyen a una persona de más de 65 años. El promedio de habitantes por hogar es de 2,69 y el tamaño promedio de las familias es de 3,18 personas.
El 26,40% de la población del condado tiene menos de 18 años, el 9,50% tiene entre 18 y 24 años, el 28,90% tiene entre 25 y 44 años, el 23,00% tiene entre 45 y 64 años y el 12,20% tiene más de 65 años de edad. La edad media es de 36 años. Por cada 100 mujeres hay 90,70 hombres y por cada 100 mujeres de más de 18 años hay 86,50 hombres.
La renta media de un hogar del condado es de $31 248, y la renta media de una familia es de $36 238. Los hombres ganan en promedio $27 159 contra $21 721 para las mujeres. La renta per cápita en el condado es de $14 499 el 19,90% de la población y 16,40% de las familias tienen rentas por debajo del nivel de pobreza. De la población total bajo el nivel de pobreza, el 28,50% son menores de 18 y el 16,90% son mayores de 65 años.

## Ciudades y pueblos
- Ciudad de Chattahoochee
- Pueblo de Greensboro
- Ciudad de Gretna
- Pueblo de Havana
- Ciudad de Midway
- Ciudad de Quincy